# لمين نداو
لمين نداو (بالفرنسية: Lamine Ndao)‏ (19 ديسمبر 1994 بداكار في السنغال - ) هو لاعب كرة قدم سنغالي في مركز الهجوم.

## وصلات خارجية
- لمين نداو على موقع قاعدة بيانات كرة القدم.إي يو (الإنجليزية)
- لمين نداو على موقع Soccerway.com (الإنجليزية)